# Богомолец, Александр Михайлович
Александр Михайлович Богомолец (1850—1935) — представитель «черниговской» ветви литовско-русского рода Богомольцев герба «Помян». Земский врач, революционер-народник. Отец президента Академии Наук УССР Александра Александровича Богомольца.

## Семья. Ранние годы
Александр Михайлович Богомолец родился 25 августа 1850 года в городе Нежине Черниговской губернии. Был пятым ребенком в семье заседателя Нежинского уездного суда, титулярного советника Михаила Фёдоровича Богомольца (1812—1895). Всего в семье было три сына и три дочери. Семья Богомольцев была по тогдашним провинциальными меркам довольно зажиточной. Михаил Фёдорович совместно с тремя братьями владел наследственным имением в селе Коропье Остерского уезда Черниговской губернии с 10 душами крестьян и 470 десятинами земли.
Окончив гимназию, Александр Михайлович Богомолец поступил на медицинский факультет Киевского университета им. Св. Владимира, который закончил в 1874 году с отличием. В следующем году он женился на Софии Николаевне Присецкой (1856—1892), дворянке герба «Новина» — бывшей ученице Киевской Фундуклеевской женской гимназии.

## Революционная деятельность
К народническому движению Александр Михайлович Богомолец пришёл ещё в юношеские годы. Бунтарские настроения захватили ещё ранее его сестер — Елизавету и Анну. Учась в Петербурге, они участвовали в студенческих сходках, за что были высланы из столицы. В 1879 году Елизавета Богомолец была арестована и выслана как политически неблагонадёжная в Зеньковский уезд Полтавской губернии.
В 1878 году супруги Александр и София Богомольцы выехали на Кубань. Там, в станице Усть-Лабинск, Александр с помощью Софии занимался врачебной практикой. Чета Богомольцев также распространяла среди станичников политическую литературу. За молодыми врачами был установлен негласный полицейский надзор. В 1879 году они выехали в Харьков. В том же году София Богомолец по распоряжению харьковского генерал-губернатора была выслана из Харькова в Полтавскую губернию под негласный надзор как политически неблагонадёжная.
Александр Богомолец тем временем переехал в Киев и там участвовал в деятельности киевского революционного кружка. Вскоре в Киев переезжает София Богомолец и присоединяется к «Южно-Русскому рабочему союзу» — леворадикальной народнической организации.
Осенью 1880 года Александр Богомолец переправил брата своей жены, Ивана Присецкого, также революционера-народника (позднее — депутата первой Госдумы от партии кадетов), во Францию. Формально — якобы для лечения. На самом деле — чтобы скрыть его от российской полиции.
В феврале 1881 года в Париже Александр Богомолец узнал об аресте жены в Киеве. Он нелегально переправился в Российскую империю, через Гродненскую губернию в Нежин. Там и был арестован — прямо на улице в ночь на 13 января 1882 года.
Поскольку прямых доказательств участия Александра Богомольца в деятельности радикальных народнических союзов, исповедующих насильственные методы борьбы, следствие не нашло, он отбыл полуторагодичное тюремное заключение, а затем был отправлен по решению Киевского военно-окружного суда в трехлетнюю ссылку под наблюдением.
Софья Богомолец получила гораздо более строгий приговор — десять лет каторги в Забайкалье.

## Ссылка. Полицейский надзор
С 1883 года Александр Богомолец отбывает ссылку в Тобольске, затем в Акмолинске (Акмоллах, территория современного Казахстана). Там в январе 1884 года он получил разрешение заниматься врачебной практикой и подаёт ходатайство о своем переводе по месту жительства жены. Ходатайство отклоняется.
В феврале 1885 года Александр Богомолец переведен в Семипалатинск. В апреле 1886 года освобождён от гласного надзора и переведён под негласный с запретом проживания в столицах и в губерниях Киевской, Екатеринославской, Харьковской, Херсонской и Таврической.
С того времени и до 1890 года Александр Богомолец живёт в разных городах империи — в Твери, Гомеле, Тифлисе, Нижнем Новгороде. В Твери губернатор не позволял ему заниматься врачебной практикой. Направленное из Гомеля очередное ходатайство о разрешении свидания с женой в Сибири и об облегчении её судьбы в виду болезни (София на тот момент была больна туберкулёзом) было оставлено без удовлетворения.
В 1889 году Александр Михайлович Богомолец переезжает из Нижнего Новгорода в Полтаву, а через год — в Нежин. Там он, наконец, увидел сына Александра, который до этого жил в поместье Климово своего деда по матери, Николая Максимовича Присецкого. В 1891 году, после вмешательства писателя Льва Толстого, Александр Михайлович получает разрешение на свидание с женой и поездку к ней на каторгу на Нижнюю Кару.
Супруги получили право свидания два раза в неделю. Сын мог входить к матери в любое время. После смерти Софии Богомолец (23 января 1892 года) отец и сын Богомольцы вернулись в Нежин, заражённые туберкулёзом.
С 1895 года Александр Богомолец с сыном переезжают в Кишинёв, где живут у родного брата Александра Михайловича — Михаила Михайловича, акцизного чиновника, действительного статского советника. В Кишинёве он участвует в разработке санитарных и антиэпидемических мероприятий, противостоит местной властной и медицинской бюрократии. После отчисления из Кишинёвской гимназии Богомольца-младшего за вольнодумство, в 1899 году отец и сын возвращаются в Нежин.
Пока Саша Богомолец доучивался на последнем курсе 1-й Киевской мужской гимназии, Александр Михайлович служил земским врачом в Остерском, Нежинском и других уездах Черниговской губернии. На государственную службу Александра Михайловича приняли несмотря на то, что за ним сохранялся негласный надзор — который, впрочем, был снят 12 ноября 1902 года.
В связи с социальными волнениями 1905—1907 гг. по инициативе черниговского губернатора земским служащим Нежинского уезда было предложено подписать по установленному образцу расписку о непринадлежности к политическим организациям «противозаконного характера» (речь шла о социал-демократические партии и организации разного толка — от либеральных к радикальным). Однако Александр Михайлович Богомолец отказался это сделать.

## Отец и сын Богомольцы
Между Александром Михайловичем Богомольцем и его сыном всегда была теплая дружба. Богомолец-старший хорошо знал французский и немецкий языки, и помогал сыну переводить его работы перед стажировкой в Сорбонне, сверял переводы с оригиналом. В письмах к отцу Александр Александрович обсуждал с ним профессиональные проблемы, делился своими научными открытиями.
В 1910 году Александр Михайлович Богомолец переезжает в Одессу к сыну. На тот момент Александр Богомолец-младший работал приват-доцентом в Новороссийском университете. В Одессе Александр Михайлович работал вольнопрактикующим врачом.
В 1914 году Александр Михайлович Богомолец неожиданно решил поступить на историко-филологический факультет Московского университета. Был очень усердным слушателем и посещал все лекции. Однако уже осенью 1914 года начинает задумываться о том, чтобы оставить учебу. Сын советовал не бросать университет вовсе, а перевестись в свободные слушатели. Правда, в одном из писем Богомолец-младший признался, что «никогда не видел смысла» в стремлении папы получить филологическое образование. Однако готов был финансировать обучение отца.
Уже на склоне лет, в 1922 году Александр Михайлович отправился в путешествие по городам Украины. Об этом упоминается в одном из писем Александра Александровича Богомольца к нему. О деталях поездки не сообщается, но в том же письме Александр Александрович просит отца привезти книг на украинском языке и, по возможности, словарь.
Последние годы жизни Александр Михайлович Богомолец провел в Москве. Умер там же 11 февраля 1935 года.